# تداخل إحصائي
عند تداخل اثنين من توزيعات الاحتمال، ينتج التداخل الإحصائي. يمكن استخدام معرفة التوزيعات لتحديد احتمالية تخطي معامل لآخر ومدى التخطي.
يمكن استخدام هذه التقنية في تحديد أبعاد الأجزاء الميكانيكية وتحديد الوقت الذي تتخطى فيه الأحمال المستخدمة قوة الإنشاء، وفي العديد من المواقف الأخرى. ويمكن استخدام هذا النوع من التحليل أيضًا لتقدير احتمال الفشل أو تكرار الفشل.

## التداخل البعدي
عادةً ما يتم تصميم الأجزاء الميكانيكية لتناسب بعضها بدقة. على سبيل المثال، إذا تم تصميم عمود «ليلائم الانزلاق» في فتحة ما، فيجب أن يكون العمود أصغر قليلاً من الفتحة. قد تشير التفاوتات المسوح بها أن كل الأبعاد تقع داخل هذه التفاوتات المستهدفة والمسموح بها. بالرغم من ذلك، قد تكشف دراسة الإنتاج الفعلي قدرة العملية وتوزيعات احتمالية طبيعية بنهايات طويلة. سيشكل كل من أحجام العمود والفتحة عادةً توزيعات الاحتمال الطبيعي مع النسبة المتوسطة (المتوسط الحسابي) والانحراف المعياري.
يمكن احتساب توزيع التداخل عن طريق اثنين من توزيعات الاحتمال الطبيعي. سيكون التوزيع المشتق أيضًا طبيعيًا، وسيكون متوسطها مساويًا للفرق بين متوسطي التوزيع الأساسيين. وسيكون تباين التوزيع المشتق هو مجموع تبايني التوزيعين الأساسيين.
يمكن استخدام التوزيع المشتق لتحديد عدد المرات التي يكون فيها الفرق في الأبعاد أقل من صفر. (مثلاً، لا يناسب العمود الفتحة)، وعدد المرات التي سيكون الفرق أقل من الفجوة المنزلقة المطلوبة (العمود مناسب، ولكنه شديد الضيق)، وعدد المرات التي سيكون فيها الفرق أكبر من أقصى حد للفجوة المقبولة (العمود ملائم، ولكن غير محكم بشكل كافٍ).

## تداخل الخصائص الفزيائية
تختلف الخصائص الفزيائية وحالات الاستخدام بطبيعتها أيضًا. على سبيل المثال، قد يختلف الحمل المعمول به (الضغط) على جزء ميكانيكي ما. كما قد تختلف أيضًا القوة المقاسة للجزء (قوة الشد وما إلى ذلك). وسيتحطم الجزء عندما يتخطى الضغط القوة.
وباستخدام توزيعين طبيعيين، يمكن احتساب التداخل الإحصائي كما هو موضح أعلاه. (هذه المشكلة صالحة للتطبيق أيضًا للوحدات التي تم تحويلها مثل توزيع الاحتمال الطبيعي للوغاريتم). باستخدام توزيعات الاحتمال الأخرى، أو مجموعات التوزيعات الاحتمالية المختلفة، تكون طريقة مونت كارلو أو المحاكاة هي الطريقة الأكثر عملية لتحديد كمية تأثيرات التداخل الإحصائي.